# Dieter Hünerkoch
Dieter Hünerkoch (* 28. April 1944 in Bederkesa) ist ein deutscher Journalist und Kommunikationsberater.

## Leben
Hünerkoch wuchs in Bremen-Huckelriede auf; er absolvierte nach einer Ausbildung zum Groß- und Außenhandelskaufmann ein Redaktionsvolontariat beim Weser-Kurier. Er war in dieser Zeit Mitglied der FDP und  bei den Deutschen Jungdemokraten aktiv. Nach seinen beruflichen Stationen bei den Bremer Nachrichten und dem Westfalenblatt besetzte er Positionen in den Chefredaktionen der Hamburger Morgenpost und der Wirtschaftswoche. Nach einer Zeit als Chefreporter des manager magazin übernahm er zunächst die Ressortleitung Wirtschaft bei der Zeitschrift stern, bevor er dort auch das Politik-Ressort übernahm und zum geschäftsführenden Redakteur aufstieg. Im Anschluss übernahm er im Jahr 2000 unter Hartmut Mehdorn bei der Deutschen Bahn AG bis Anfang 2004 die Leitung des Zentralbereichs Konzernkommunikation. Im Februar 2004 bat er – nach eigenen Angaben aus persönlichen Gründen – um die Auflösung seines Vertrages und war anschließend bis Ende 2010 als Kommunikations- und Vorstandsberater überwiegend für die DB tätig und als Beauftragter des Bahnchefs in Großprojekte eingebunden. Als Kommunikationschef der DB folgte auf Hünerkoch kommissarisch Konzernsprecher Werner W. Klingberg bis Susanne Wegerhoff den Posten übernahm.
Von 2011 bis Ende 2016 war Hünerkoch als Senior-Adviser bei der „Allianz pro Schiene“ tätig und in verschiedene Projekte eingebunden. Außerdem war er bis 2016 Mitglied im Aufsichtsrat der „Tagueri AG“.
Hünerkoch lebt in Buxtehude und arbeitet gegenwärtig als freier Kommunikationsberater, ist im Beirat und als regelmäßiger Gast-Kolumnist für eine Regionalzeitung (Stader, Altländer, Buxtehuder Tageblatt) tätig.

## Ehrungen
Hünerkoch wurde als Journalist 1970 mit dem Theodor-Wolff-Preis, 1976 mit dem Wächterpreis der deutschen Tagespresse und 1981 mit dem Medienpreis Entwicklungspolitik ausgezeichnet.